# 玛丽亚·扎哈罗娃
玛丽亚·弗拉基米罗芙娜·扎哈罗娃（romanized: Maria Vladimirovna Zakharova；1975年12月24日—），俄罗斯政治人物，自2015年8月起担任俄罗斯外交部新聞出版司司长，兼外交部发言人。

## 经历
扎哈罗娃出生于一个苏联外交官家庭。1981年，她的父亲弗拉基米尔·扎哈罗夫被安排到苏联驻华大使馆工作，于是一家人举家搬到了北京。扎哈罗娃的母亲伊琳娜是普希金博物館的一位艺术史专家。父母二人也是东方学家，都对中国的历史文化和风土民情有深入的研究，并撰写过关于十二生肖文化和节庆习俗的专著。在父母的影响下，扎哈罗娃在童年时期就对中国文化产生了浓厚兴趣。据她回忆，小时候父母经常带她参观北京的博物馆、看展览、游公园。她最喜欢和母亲去的地方是北海公园和后海的宋庆龄故居。
1991年底苏联解体后，她们一家人于1993年搬回了俄罗斯。扎哈罗娃在莫斯科國立國際關係學院就读时，原计划毕业后进入外交部从事亚洲、尤其是中国方向的工作，为此在大学期间做了5年准备，学习汉语，进行相关研究和参加课外活动。然而在她进入外交部工作后，外交部没有相关的空缺岗位，因此只能重新规划。她在2020年接受采访时表示“未能从事中国方向的工作，对我来说是一大憾事”。1998年，扎哈罗娃从莫斯科國立國際關係學院国际新闻学院东方学和新闻学专业毕业，曾在俄罗斯驻华大使馆实习过一段时间。由于扎哈罗娃在莫斯科国际关系学院也接受过新闻学教育，因此于2003年至2005年，在俄罗斯联邦外交部新聞出版司工作，但没有放弃研究中国的兴趣。2003年，她在俄罗斯人民友谊大学参加了以中国文化为选题的副博士论文答辩，题目为：《中国人如何过农历新年》。
2005年至2008年，她在美国纽约市任俄联邦驻联合国常设代表处新闻秘书。2008年到2011年，继续外交部新聞出版司工作。2011年至2015年8月10日，她是司长亚历山大·卢卡舍维奇的副手。工作内容包括安排外交部的记者会，协助发言人撰写新闻稿等。2015年8月10日，扎哈罗娃被任命为外交部新聞出版司司长，兼外交部发言人。这是俄外交部史上首次由女性担任这一职务。

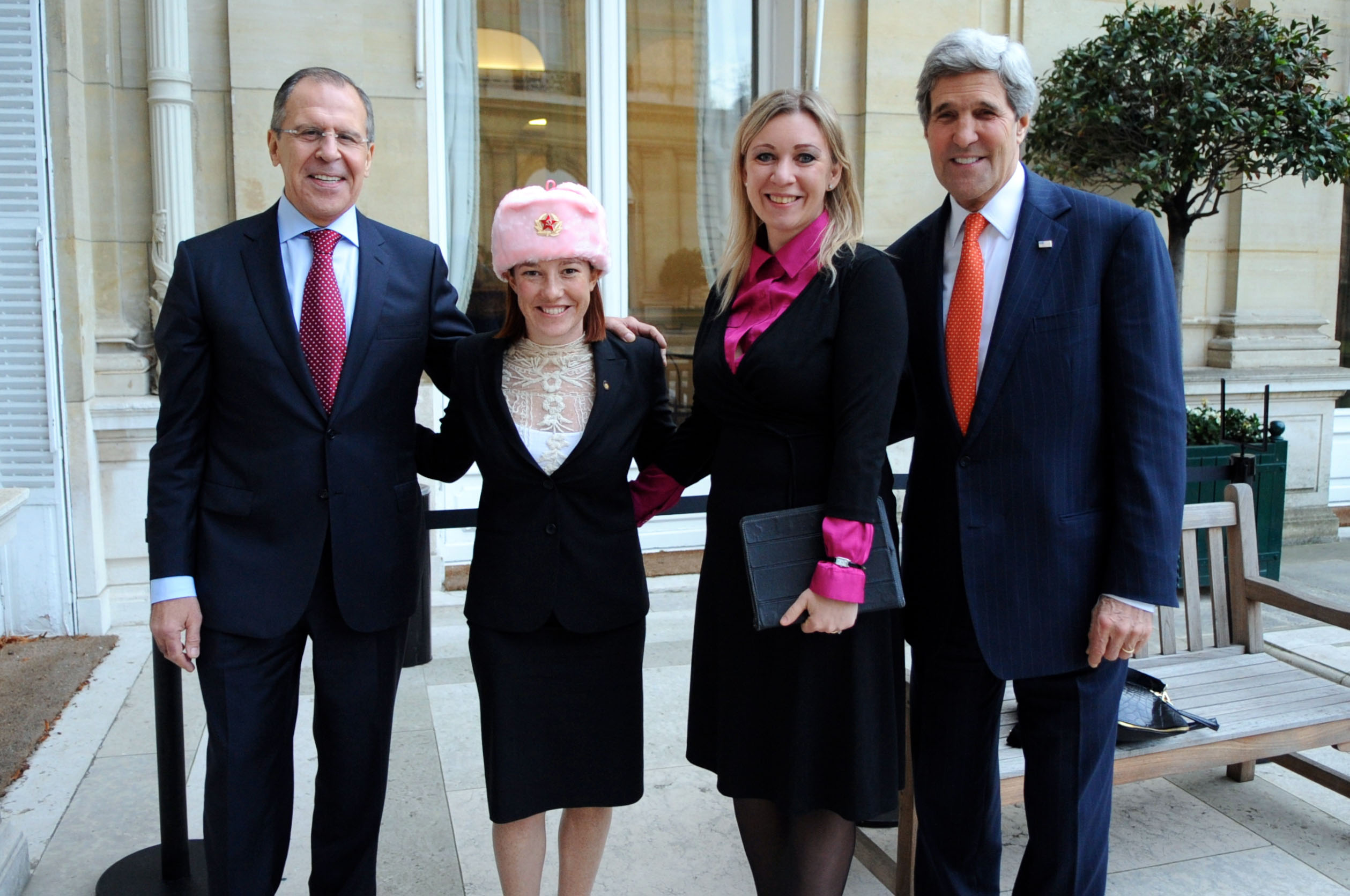
扎哈罗娃与拉夫罗夫、约翰·克里和珍·莎琪在巴黎合影，2014年1月

## 个性与爱好
扎哈罗娃不仅是众多脱口秀节目的常客，而且经常在社交网站上表明俄罗斯的立场与态度，因而被称为普京政府对外“喉舌”。她也是被媒体援引次数最多的俄罗斯外交官之一。
扎哈罗娃还是多才多艺的能人。2016年5月19日，在索契东盟峰会的外交部例行记者会上，扎哈罗娃脚踩高跟鞋，在俄罗斯民歌卡林卡的旋律下表演了一段舞蹈。在2017年6月22日莫斯科国际电影节开幕式上，女歌手纳尔吉兹·扎基罗娃歌唱的《记忆永在》歌词作者就是扎哈罗娃，这是她献给在叙利亚阵亡的俄罗斯军人的。6月29日的电影节闭幕式上，亚历山大·科甘演唱的歌曲《我寻找你》，词曲也出自扎哈罗娃之手。

## 言论与争议
2019年1月，扎哈罗娃与前副总理、经济学家、著有“私有化之父”之称的丘拜斯就俄罗斯贫困问题展开了一场口水战，引起了媒体的广泛关注。
2019年，扎哈罗娃谴责了日本教科书歪曲历史，以及在2020年东京奥运会奥运火炬传递路线图上将南千岛群岛（日本称北方四岛）标注为日方领土等行为，让俄日关系再起波澜。
2019年6月，扎哈罗娃在新闻发布会上对法国举行的诺曼底登陆75周年纪念活动作出评论。她提醒英美各国不要过度夸大诺曼底登陆在二战中的作用。她认为，当年在盟军中，有人希望等到德国在苏联东线战场中遭受了重创之后，再采取行动，以减少西线的损失。她说：“诺曼底登陆对二战并没有决定性影响，苏联红军的胜利，特别是斯大林格勒战役和库尔斯克会战已经决定了二战的走向。”

## 制裁
2022年2月下旬，在俄羅斯宣佈承認頓涅茨克人民共和國及卢甘斯克人民共和国之後，她作為「破壞烏克蘭領土完整、主權和獨立」的人受到歐盟制裁。俄羅斯入侵烏克蘭之後，她於3月被英國、日本、澳大利亞列入制裁名單。6月，她被美國列入制裁名單。10月，她被烏克蘭國家安全局通緝，罪名是侵犯烏克蘭領土完整和不可侵犯性。

## 荣誉

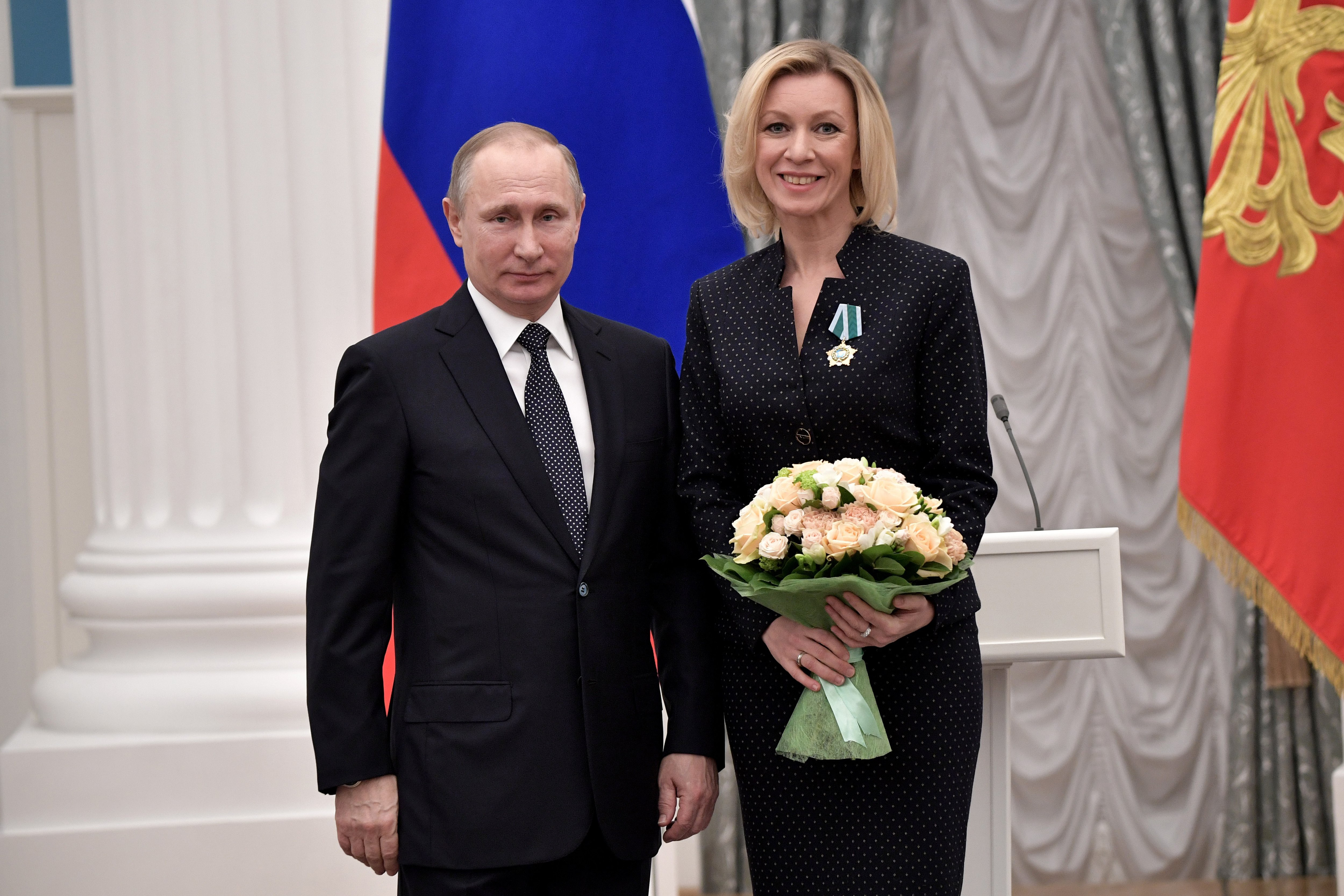
2017年1月26日授勋仪式与普京合影

2016年，她入选“BBC巾帼百名”。2017年1月26日，普京总统为她亲自颁发了“友谊勋章”。

## 个人生活
2005年11月7日，扎哈罗娃与俄罗斯企业家安德烈·米哈伊洛维奇·马卡罗夫在俄罗斯驻纽约市总领事馆结婚。他们的女儿在2010年8月出生。